# Northern-Air-Cargo-Flug 33
Northern-Air-Cargo-Flug 33 war ein Inlands-Frachtflug der Northern Air Cargo von Emmonak nach Aniak, bei dem am 20. Juli 1996 eine Douglas DC-6A beim Versuch einer Notlandung auf dem Russian Mission Airport abstürzte. Unter den vier Personen an Bord gab es keine Überlebenden.

## Flugverlauf
Die Douglas DC-6A hob um 14:10 Uhr Ortszeit (00:10 Uhr MEZ) in Emmonak ab. Um 14:55 Uhr Ortszeit (00:55 Uhr MEZ) fing das Triebwerk Nr. 3 (rechts innen) Feuer und die Feuergriffe wurden gezogen. Der Kapitän ordnete an, den Propeller des Triebwerks in Segelstellung zu bringen. Der Kopilot bestätigte, dass der Propeller in Segelstellung war, jedoch immer noch ein Feuer angezeigt werde, weshalb sich der Kapitän zu einer Notlandung am Flughafen Holy Cross entschloss. Während der Kapitän die Landung vorbereitete, berichtete der Kopilot, dass das Feuer nun doch beginne zu erlöschen. Folglich wollte der Kapitän jetzt wieder sein planmäßiges Ziel ansteuern. Um 14:59 Uhr ertönte der Feueralarm allerdings erneut und Rauch begann ins Cockpit zu strömen. Der Kapitän versuchte nun den Flughafen in Russian Mission anzusteuern. Beim Eindrehen in den Endanflug brach die rechte Tragfläche und knickte nach oben weg. Das Flugzeug rollte nach rechts und stürzte vor Erreichen des Flughafens senkrecht ab.

## Untersuchung
Die Untersuchung ergab, dass das Feuer durch einen technischen Defekt entstand und die Besatzung hierauf nicht angemessen reagierte. Sie betätigte die Feuerlöschanlage, bevor der Propeller in Segelstellung war, wodurch diese nicht so effektiv war.

## Besatzung
Der Kapitän hatte eine Flugerfahrung von 14.200 Flugstunden, hiervon 7.200 Stunden auf einer Douglas DC-6. Der Kopilot hatte eine Flugerfahrung von 9.000 Stunden, 4.500 hiervon auf besagtem Flugzeugtyp.